# Francesc Ferràndiz
Francesc Ferrándiz i Carbonell (1889 - Barcelona, 11 de març de 1971), va ser un actor català de llarga trajectòria teatral, germà de la també primera actriu Empar Ferràndiz i Carbonell.
Va treballar moltes temporades al teatre Romea de Barcelona.
Mor a Barcelona l'11 de març de 1971 a l'edat de 82 anys.

## Trajectòria professional
- 1911, 15 d'abril. En el paper de Vescomte de Grill a l'obra La reina jove, original d'Àngel Guimerà, estrenat al teatre Principal de Barcelona.
- 1923, 10 d'octubre. En el paper d'Home Segon, a l'obra Les veus de la terra, original de Josep Maria de Sagarra, estrenat al teatre Romea de Barcelona.
- 1924, 21 d'octubre. En el paper de L'Urbà, 40 anys, a l'obra Les noies enamorades, original d'Avel·lí Artís i Balaguer, estrenat al teatre Romea de Barcelona.
- 1925, 15 de desembre. En el paper de Jackson (40 anys) a l'obra La follia del desig, original de Josep Maria de Sagarra, estrenat al teatre Romea de Barcelona.
- 1928, 28 d'abril. En el paper de Vadoret a l'obra La Llúcia i la Ramoneta, original de Josep Maria de Sagarra, estrenada al teatre Novetats de Barcelona.
- 1929, 16 d'abril. En el paper de Gad a l'obra Judit, original de Josep Maria de Sagarra, estrenat al teatre Novetats de Barcelona.
- 1929, 5 d'octubre. En el paper de L'embruixat de Campins a l'obra La filla del Carmesí, original de Josep Maria de Sagarra, estrenat al teatre Novetats de Barcelona.
- 1930, 19 d'abril. En el paper d'Un Criat del Senyor Palau a l'obra El cas del senyor Palau, original de Josep Maria de Sagarra, estrenada al teatre Novetats de Barcelona.
- 1932, 7 d'octubre. En el paper de l'Escolà major, 20 anys a l'obra Desitjada, original de Josep Maria de Sagarra, estrenada al teatre Romea de Barcelona.
- 1933, 3 d'octubre. En el paper d'El Negre a l'obra L'Estrella dels miracles, original de Josep Maria de Sagarra, estrenat al teatre Romea de Barcelona.
- 1949, 17 de novembre. En el paper d'Estivil a l'obra L'hereu i la forastera, original de Josep Maria de Sagarra, estrenat al teatre Romea de Barcelona.
- 1950, 18 d'abril. En el paper de Protàgores a l'obra Els comediants, original de Josep Maria de Sagarra, estrenat al teatre Romea de Barcelona.
- 1950, 8 de novembre. En el paper de Santapau a l'obra Les vinyes del Priorat, original de Josep Maria de Sagarra, estrenat al teatre Romea de Barcelona.
- 1951, 6 de febrer. En el paper de Senyor Partagàs a l'obra Bala perduda, original de Lluís Elias, estrenada al teatre Romea de Barcelona.